# كريستين مان (كاتبة أمريكية)
كريستين مان (بالإنجليزية: Kristine Mann)‏ هي عالمة نفس وكاتِبة أمريكية، ولدت في أغسطس 1873، وتوفيت في 1945.